# Article 35 de la Loi constitutionnelle de 1982
L'article 35 de la Loi constitutionnelle de 1982 prévoit une protection constitutionnelle aux Autochtones et à leurs droits issus des traités (en). L'article, bien qu'étant dans la Constitution du Canada, ne fait pas partie de la Charte canadienne des droits et libertés.
L'article 35 ne définit pas le terme « droits autochtones » et ne fournit pas une liste exhaustive de ceux-ci. Certains droits qui ont été protégés par cet article, selon des décisions des cours canadiennes, sont la pêche, l'exploitation forestière, la chasse, les droits territoriaux tels que les titres ancestraux et le droit à la mise en application des traités. Il y a un débat toujours en cours à savoir si le droit à l'autonomie gouvernementale des Autochtones est incluse dans l'article 35. Bien que la Cour suprême du Canada n'ait pas statué, en date de 2006, à ce sujet, le gouvernement du Canada a une politique, depuis 1995, reconnaissant la droit inhérent à l'autonomie gouvernementale sous l'article 35.

## Texte
L'article 35 de la Loi constitutionnelle de 1982 se lit comme suit :

« 35. (1) Les droits existants — ancestraux ou issus de traités — des peuples autochtones du Canada sont reconnus et confirmés.
(2) Dans la présente loi, « peuples autochtones du Canada » s'entend notamment des Indiens, des Inuits et des Métis du Canada.
(3) Il est entendu que sont compris parmi les droits issus des traités, dont il est fait mention au paragraphe (1), les droits existants issus d'accords sur des revendications globales ou ceux susceptibles d'être ainsi acquis.
(4) Indépendamment de toute autre disposition de la présente loi, les droits — ancestraux ou issus de traités — visés au paragraphe (1) sont garantis également aux personnes des deux sexes. »

## Droits autochtones
Au moment de l'entrée de l'article 35 dans la Loi constitutionnelle de 1982, Delbert Riley (en), alors chef national du National Indian Brotherhood, de nos jours l'Assemblée des Premières Nations, a déclaré que les « droits autochtones sont ce que les Premières Nations définissent qu'ils sont. Leurs droits sont ceux qu'ils étaient avant le contact européen et demeurent les mêmes après le contact européen. »[réf. nécessaire]
La mention du mot « existent » dans l'article 35(1) a créé la nécessité pour la Cour suprême du Canada de définir quels droits autochtones « existent ». La Cour suprême a statué, lors de l'affaire R. c. Sparrow en 1990, que, avant 1982 lorsque l'article 35 est entré en vigueur, les droits autochtones existaient en vertu de la common law. Puisque la common law pouvait être changée par la législation, le Parlement fédéral pouvait, avant 1982, annuler des droits autochtones. Depuis l'entrée en vigueur de l'article 35, il ne peut annuler aucun droit qui existait en 1982.
D'après l'article 6 de Loi sur les langues autochtones, les droits autochtones de l'article 35 de la Charte incluent les droits relatifs aux langues autochtones.